# 2005年全豪オープン
2005年 全豪オープン（2005ねんぜんごうオープン、Australian Open 2005）は、オーストラリア・メルボルンにある「メルボルン・パーク・ナショナルテニスセンター」にて、2005年1月17日から30日まで開催された。

## シニア

### 男子シングルス
マラト・サフィン def.  レイトン・ヒューイット, 1–6, 6–3, 6–4, 6–4
- サフィンは4大大会2勝目。前回優勝のフェデラーは準決勝でサフィンにフルセットで敗れた。

### 女子シングルス
セリーナ・ウィリアムズ def.  リンゼイ・ダベンポート, 2–6, 6–3, 6–0

### 男子ダブルス
ウェイン・ブラック /  ケビン・ウリエット def.  ボブ・ブライアン /  マイク・ブライアン, 6–4, 6–4

### 女子ダブルス
スベトラーナ・クズネツォワ /  アリシア・モリク def.  リンゼイ・ダベンポート /  コリーナ・モラリュー, 6–3, 6–4

### 混合ダブルス
サマンサ・ストーサー /  スコット・ドレーパー def.  リーゼル・フーバー /  ケビン・ウリエット, 6–2, 2–6, [10–6]

## ジュニア

### 男子シングルス
ドナルド・ヤング def.  Kim Sun-Yong, 6-2, 6-2

### 女子シングルス
ビクトリア・アザレンカ def.  アグネシュ・サバイ, 6-2, 6-2

### 男子ダブルス
Sun-Yong Kim /  易楚寰 def.  ティエモ・デ・バッカー /  ドナルド・ヤング, 6-3, 6-4

### 女子ダブルス
ビクトリア・アザレンカ /  マリナ・エラコビッチ def.  Nikola Frankova /  アグネシュ・サバイ, 6-0, 6-2